# Eristalotabanus violaceus
Eristalotabanus violaceus är en tvåvingeart som beskrevs av Krober 1931. Eristalotabanus violaceus ingår i släktet Eristalotabanus och familjen bromsar. Inga underarter finns listade i Catalogue of Life.